# Gà công nghiệp
Gà công nghiệp, gà thịt công nghiệp hay gà nuôi theo kiểu công nghiệp là gà được chăn nuôi tập trung theo quy trình công nghiệp, thông thường chúng là dạng gà thịt và được nuôi, chăm sóc, vỗ béo để chuẩn bị cho tiêu thụ thịt. Quá trình sản xuất thịt gà được thực hiện theo một dây chuyền công nghiệp và là một mắt xích trong chuỗi cung ứng gà thịt từ việc chọn giống, úm gà cho đến việc làm thịt gà, phân phối và cung ứng cho người tiêu dùng. Ở nghĩa rộng hơn có còn chỉ về việc chăn nuôi gà để lấy trứng gà với mức độ công nghiệp hóa nông nghiệp ngày càng sâu rộng, ngoài ra gà công nghiệp dùng để phân biệt với các loại gà ta, gà nội địa được chăn nuôi theo hình thức thả vườn hoặc các hình thức chăn thả truyền thống khác.

## Đặc điểm
Gà hướng thịt thường có hình dạng cân đối, ngực sâu, chân chắc, tiết diện hình vuông hay hình chữ nhật. Gà chuyên trứng lại có kết cấu thanh gọn, tiết diện hình tam giác. kích thước các chiều đo có tương quan với sức sản xuất của gà Broiler, độ lớn góc ngực, dài chân, dài đùi và đường kính ống chân có tương quan với khối lượng cơ thể.
Các thứ gà giống ngoại, nào gà tam hoàng, gà rốt ri, gà lơ go, gà lông cú nuôi nhốt theo lối công nghiệp, tức chúng không phải kiếm ăn mà có thức ăn sẵn cho chúng, nhiều chất bổ tổng hợp, ăn tuỳ thích, để lớn nhanh, chỉ việc ăn để lớn. Các giống gà này xuất hiện ở Việt Nam cũng đã khá lâu, nhưng người xài bản địa không ưa chuộng vì thịt nó ăn mềm và nhạt thếch, chỉ được món đùi đem rán vàng giòn thì mới ngon còn gà công nghiệp nấu đông hoặc rán còn đem luộc thì bị bã. 

### Về giống
Thuật ngữ gà công nghiệp không phải là thuật ngữ sinh học để chỉ về một loài gà hay thuật ngữ trong nông nghiệp để chỉ về một giống gà, dòng gà, nòi gà nhất định. Gà công nghiệp là thuật ngữ chỉ chung về những loại gà được nuôi theo hình thức công nghiệp. Dù không có quy ước để xác định giống gà nào là "gà công nghiệp" tuy nhiên qua thực tiễn chăn nuôi, căn cứ vào hiệu suất, hiệu quả của việc chăn nuôi, mục đích, mục tiêu của việc chăn nuôi gà thì việc chọn các loài ga để chăn nuôi công nghiệp có xu hướng nhấn mạnh vào các giống gà cao sản, có khả năng cho năng suất lấy thịt cao (gà chuyên thịt, gà siêu thịt) hoặc gà sớm thành thục và cho năng suất đẻ trứng cao (gà chuyên trứng, gà siêu trứng).
Những giống gà này có đặc điểm chung là sớm thành thục, sớm trưởng thành, tăng trưởng tốt và một số giống có khả năng thích nghi với điều kiện khí hậu của vùng nơi nó được chăn nuôi. Do mức độ cao của sự biến đổi trong hệ gen của con gà, ngành công nghiệp này vẫn chưa đạt đến giới hạn sinh học để cải thiện hiệu suất. Thông thường một số giống gà sau đây được coi là gà cao sản và được chăn nuôi theo hình thức công nghiệp trên toàn thế giới:
- Aviagen (với dòng Ross, dòng Arbor Acres và các nhãn hiệu Peterson)
- Cobb-Vantress (với các thương hiệu Cobb, gà Sasso và Hybro), và
- Groupe Grimaud (với các thương hiệu gà Hubbard của hãng Grimaud Frere).
- Giống thứ nhất là giống gà AA, giống gà này có nguồn gốc xuất phát từ Mỹ. Giống gà? này cho khả năng tăng trọng cao thể hiện qua trọng lượng trung bình lúc 49 ngày tuổi đạt 2,5 kg, tỷ lệ sống đạt 92%.
- Giống gà thứ 2 là giống ISA VEDES. Đây là giống gà của Pháp có sức sống cao, có? khả năng tăng trọng tốt. ở 49 ngày tuổi, giống gà này đã đạt trung bình 2,6 kg tỷ lệ sống đạt 95%.

### Dinh dưỡng
Ở một số nơi, vẫn có ý kiến và quan niệm về giá trị dinh dưỡng của gà công nghiệp đặt trong mối tương quan so với giống gà nội địa hoặc các loại gà được chăn nuôi theo hình thức thả vườn hoặc nuôi một cách tự nhiên và vấn đề ăn gà công nghiệp tốt hơn gà thả vườn. Các nước Đông Á như Hàn Quốc, Trung Quốc, Malaysia khi kinh tế phát triển, thu nhập khá lên người dân nước chuyển sang dùng thịt các giống gà bản địa có chất lượng cao thay vì ăn gà công nghiệp.
Ở Việt Nam có những quan niệm khác nhau về giá trị dinh dưỡng của gà ta hơn gà công nghiệp, giá trị dinh dưỡng của các giống gà quý có tốt hơn gà thông thường và giá cả giống gà quý rất đắt. Phần đông người Việt vẫn nghĩ rằng, ăn thịt gà mà nuôi tự nhiên thả tự do trong vườn, chỉ ăn thóc, gạo sẽ ngon và bổ hơn gà nuôi công nghiệp (ăn cám tổng hợp). 

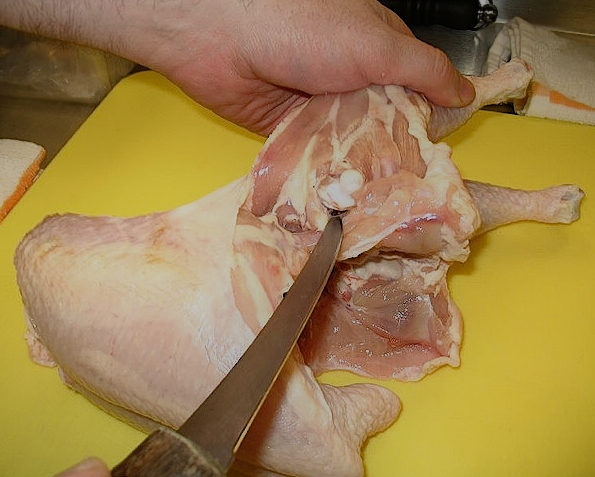
Trong khi các nước tiên tiến thường ăn gà công nghiệp và chủ yếu là ăn phần lườn gà thì người Việt thường chê gà công nghiệp ăn bở, nhão, nhạt và không tích ăn phần lườn. Về mặt dinh dưỡng thì thịt gà là có giá trị như nhau

Về mặt dinh dưỡng không có sự khác biệt giữa gà quý với gà thông thường. Ngon là về mặt khẩu vị, còn về dinh dưỡng về thành phần dinh dưỡng và độ đạm ở thịt gà quý, hay gà ta và gà công nghiệp là tương đương như nhau. Gà nuôi công nghiệp được ăn thức ăn tổng hợp, là những thứ đã được nghiên cứu kỹ, nên hàm lượng dinh dưỡng trong thịt ổn định. Việc thịt gà công nghiệp mềm hơn gà nuôi tự nhiên là vì cùng khối lượng, tuổi gà công nghiệp non hơn. Hơn nữa, trước khi đem bán khoảng 2 tuần, nếu người chăn nuôi biết bớt một số chất trong thức ăn (vitamin, đạm...) thì thịt gà sẽ thơm hơn.
Xét về giá trị dinh dưỡng của trứng gà công nghiệp và trứng gà ta, sự khác biệt giữa chúng không lớn, hàm lượng phospholipid và acid béo omega 3 trong trứng gà ta cao hơn trứng gà công nghiệp, nhưng hàm lượng chất khoáng thì lại thấp hơn một chút. Tuy nhiên, xét về an toàn thực phẩm, thì gà ta chạy lung tung, ăn tạp lại không an toàn bằng gà công nghiệp do đó Nếu lựa chọn về mặt dinh dưỡng thì gà quý bởi không có gì đặc biệt hơn so với gà thông thường.
Người phương Tây thích ăn gà nuôi theo kiểu công nghiệp hơn gà thả rông, gà nuôi tự nhiên. Gà công nghiệp lông ít, mỡ nhiều, nấu lên nhiều nước, thịt bở và nhão. Các giống gà công nghiệp thông thường chỉ nuôi 2 tháng 10 ngày, gà công nghiệp chỉ nuôi 42 ngày tuổi. Gà bị nhốt một chỗ, không được vận động nhiều, ăn thức ăn công nghiệp nên nhanh lớn hơn. Gà công nghiệp trong nước nuôi 38 ngày là lấy ăn thịt, gà thả vườn là 56 ngày, khi ăn gà chất lượng thì khả năng tiêu hóa lên đến 85%, còn gà già (gà dai) thì chỉ còn 55-60%.
Ở nhiều nước, người ta thích ăn thịt mềm, thịt trắng ở các phần thịt lườn, ức vốn bị nhiều người Việt chê vì ăn bở, lại là thịt có nhiều chất dinh dưỡng nhất bởi đây mới là chỗ có độ đạm và giá trị dinh dưỡng lại cao hơn thịt đỏ. Ở các nước tiên tiến, người ta ăn thịt lườn, ức chứ không ăn thịt đùi, cổ vì chúng ít dinh dưỡng và ăn lại còn bị dai Bản thân những nước phát triển, họ có khả năng ẩm thực cao nên không thích ăn các loại thịt đỏ mà chỉ ăn phần lườn con gà. Người Mỹ nuôi gà chỉ lấy ức bán với giá rất đắt và không ăn đùi gà nên bán với giá rất rẻ. Nhiều người cho rằng, gà có thịt màu đỏ, hoặc màu nâu sậm mới là thịt ngon, còn thịt trắng thì ít chất dinh dưỡng, chính điều này khiến cho ở nhiều gia đình, miếng thịt đỏ, thịt nâu thì coi là miếng ngon, còn miếng thịt trắng thì bị thờ ơ, thịt đỏ thường là thịt ở vùng đùi, cổ do có nhiều vận động nên thịt chắc và dai hơn, ăn đúng là ngon hơn

## Chăn nuôi

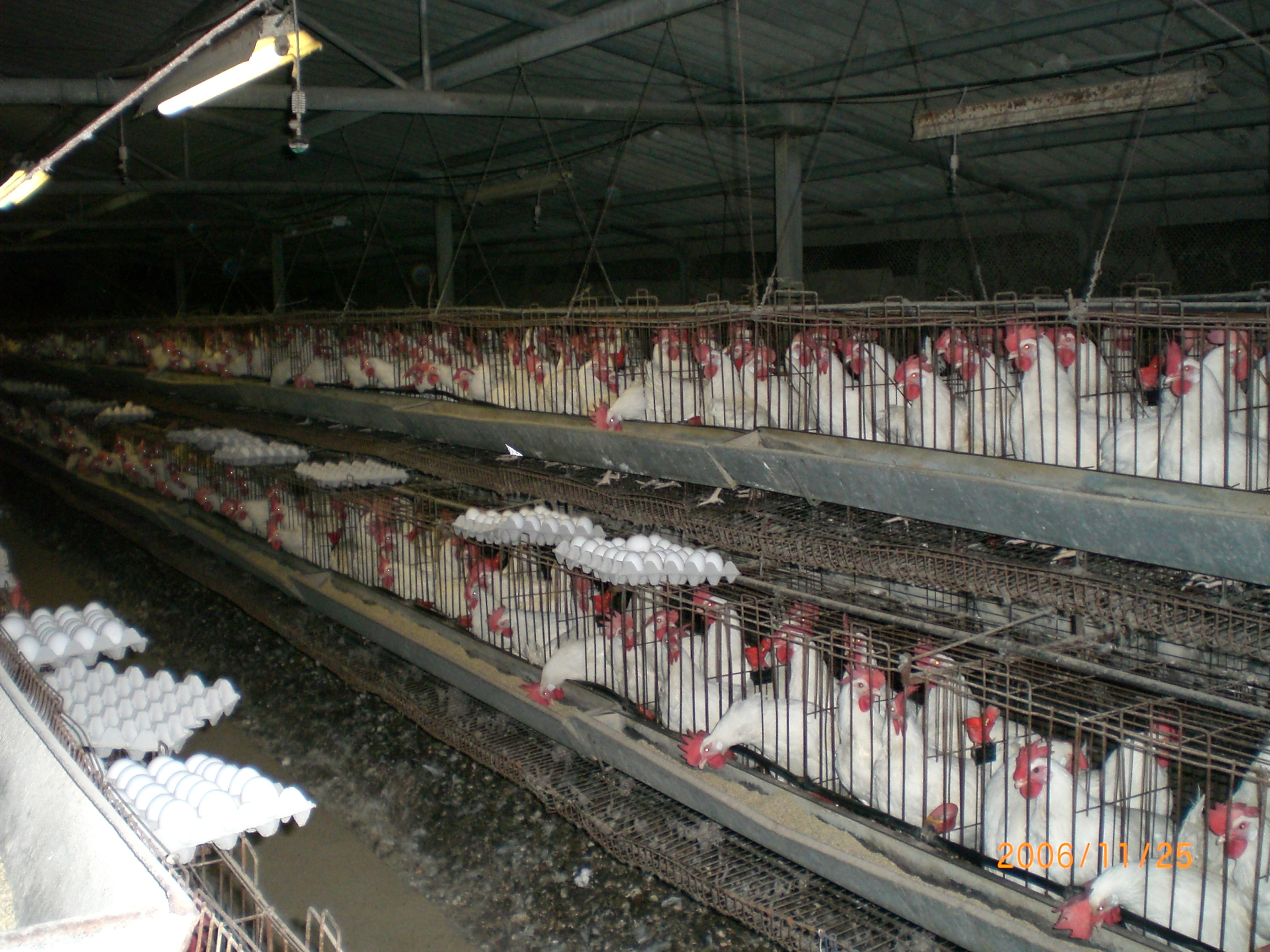
Chăn nuôi gà theo kiểu công nghiệp

Việc chăn nuôi gà lấy thịt hay gà lấy trứng ở các nước phát triển nơi mà mức độ công nghiệp hóa nông nghiệp ngày càng cao thì quy trình càng chặt chẽ, gà được chọn lọc nghiêm ngặt kể từ khi ra đời (chọn giống), chăm sóc, vỗ béo (đối với gà thịt) hoặc thúc đẩy sinh sản (đối với gà chuyên trứng). Không giống như việc chăn thả tự nhiên hoặc mô hình gà thả vườn, gà công nghiệp được nuôi nhốt theo hình thức chuồng trại nghiêm ngặt, những con gà được nuôi nhốt riêng vào một lồng có định khung sẵn kích cỡ, chỉ chừa cái đầu để ăn, uống nước, phần đuôi để thải phân hay đẻ trứng, hàng này nó được cho ăn bằng một quy trình tự động hóa cao, hầu như trong vòng đời định sẵn của nó, gà chỉ việc ăn và thải phân hoặc đẻ, định kỳ được tiêm kháng sinh theo hướng dẫn, gà hầu như không thể vận động. Đạt đến độ tuổi nhất định gà sẽ được đem làm thịt hoặc xuất chuồng bán hoặc bị đem đi tiêu hủy, thải loại (đối với gà đẻ trứng đã hết năng suất).

## Nghĩa rộng
Thuật ngữ gà công nghiệp trong tiếng Việt còn được hiểu theo nghĩa rộng, có không chỉ để nói về những giống gà được chăn nuôi theo kiểu công nghiệp mà còn là một thuật ngữ dùng để chỉ về một nhóm đối tượng người trong xã hội một cách khá châm biếm. Đây là các đối tượng được nuôi dưỡng, bảo bọc, nuông chiều quá mức và không đúng cách đến khi ra đời thì trở nên ngờ nghệch, thói quen sống thụ động, thiếu trải nghiệm, thiếu khả năng xoay xở, cũng như những kỹ năng tự lo cho bản thân, đờ đẫn, chậm chạp, yếu nhược về thể chất và sức khỏe.
Và rộng hơn nó cũng chê trách đến một nền giáo dục, hệ thống giáo dục yếu kém ở Việt Nam kể cả gia đình và nhà trường khi tạo ra một thế hệ người ngờ nghệch, bạc nhược về tinh thần, yếu nước về thể chất.Ở Việt Nam nhiều bậc cha mẹ đang biến một thế hệ con em mình trở thành những con gà công nghiệp thực thụ. Các em không phải làm việc nhà, không giao tiếp bên ngoài vì sợ dịch bệnh, muốn con tăng cân,ép ăn đến pháp phì, sống không vận động, thể dục nhiều đã gián tiếp đưa một thế hệ trẻ em trở thành người thừa về lượng nhưng thiếu chất.